# Saint Lucia National Trust
Der Saint Lucia National Trust ist eine Non-Profit-Organisation, die 1975 durch ein Gesetz des Inselstaates St. Lucia gegründet wurde. Ziel des Trust ist die „Erhaltung des Natur- und Kulturerbes von St. Lucia und die Förderung von Werten, die den Nationalstolz und die Liebe zum Land stärken.“ Der Trust ist Mitglied in der Caribbean Initiative.
Der Trust wird von einem Beirat aus 11 Personen verwaltet. Sieben davon werden von den Mitgliedern der Organisation direkt gewählt. Patronin ist derzeit die Generalgouverneurin Pearlette Louisy.
Der Trust verwaltet eine Reihe von unterschiedlichen Objekten, inklusive der National Landmarks (momentan nur: Pigeon Island National Landmark), historische Stätten (Morne Fortune), Naturreservate (Maria Islands Nature Reserve, Anse La Liberte) und Naturschutzgebiete (Pointe Sable Environmental Protection Area).